# Casino Tycoon
Série
Casino Tycoon 2
(1992)
Pour plus de détails, voir Fiche technique et Distribution.
Casino Tycoon (chinois traditionnel : 賭城大亨之新哥傳奇, Do sing dai hang: San gor chuen kei) est un film hongkongais écrit, produit et réalisé par Wong Jing et sorti en 1992. Il a été suivi par Casino Tycoon 2, sorti la même année.

## Synopsis
Se déroulant durant la Seconde Guerre mondiale, Casino Tycoon relate l'histoire de Benny, un jeune diplômé joué par Andy Lau, qui fuit à Hong Kong durant l'invasion japonaise et se convertit dans le jeu à Macao. Une fois à Macao, il rencontre un homme d'affaires local qui a des liens avec le crime organisé, il se construit lentement son chemin dans les rangs de la pègre de Macao, qui mène finalement à des troubles.

## Fiche technique
- Réalisation, scénario et production : Wong Jing
- Direction artistique : Andrew Cheuk
- Musique: Fu-ling Wang et Lowell Lo
- Producteur : Wong Jing
- Distribution : Newport Entertainment Ltd.
- Pays :  Hong Kong
- Langue : cantonais

## Distribution
- Andy Lau : Benny Ho Hsin
- Chingmy Yau : Mei
- Paul Chun : Wong Chang
- Kwan Hoi-san : Cha Lao-fu
- Wilson Lam : Fu Chia-chin
- Lau Siu-Ming : Nieh Ao-tien
- Alex Man : Kuo Ying-nan
- Joey Wong : Vivian Chang Lo-erh
- Wong Fei Yut : le dentiste